# Potres u Bresciji 1222.
Potres u Bresciji 1222. dogodio se na Božić 1222. godine. Kroničar Salimbene de Adam bilježi da je bila toliko snažna da su stanovnici Brescie masovno napuštali svoj grad i kampirali vani, kako ih padajuće zgrade ne bi zdrobile.